# گروه پر از احمق
 " گروه پراز احمق " قسمتی از مجموعه تلویزیونی پویانمایی باب اسفنجی شلوارمکعبی. این پارت دوم قسمت ۱۵ فصل دوم و پارت دوم قسمت ۳۵ به‌طور کلی است. این اپیزود در اصل در نیکلودئون در ایالات متحده در ۷ سپتامبر ۲۰۰۱ پخش شد. این اپیزود توسط سی اچ گرین بلت، آرون اسپیرینگر و مریوتر ویلیامز نوشته و انیمیشن توسط فرانک وایس کارگردانی شد. اسپرینگر به عنوان کارگردان سینمایی بود و گرین بلت به عنوان هنرمند نقاشی به کار مشغول بود. آهنگ " پیروزی شیرین " توسط دیوید گلن آیزلی در این بخش برجسته شد. آهنگ "پیروزی شیرین" یا "Sweet victory" به حدی معروف و محبوب و مشهور شد که حتی کاری کرد که نصف طرفداران این قسمت را بهترین قسمت کل سریال بخوانند. حتی دوبلور باب اسفنجی "تام کنی" هم در چندین مصاحبه مصاحبه اعتراف کرد که این قسمت، قسمت مورد علاقه او در سریال است. این قسمت در ایران با نام " یک گروه تشکیل دادم پر از احمق" توسط شبکه پرشین تون دوبله و پخش شد.

## خلاصه داستان
اختاپوس تماسی از اختاپوسیام فنسیسوم از همکلاسی سابق خود در مدرسه دریافت می‌کند. اختاپوسیام، در همه چیزهایی که اختاپوس شکست خورده‌است، مانند موسیقی بهترین است. اختاپوسیام به اختاپوس نشان می‌دهد که او رهبر یک گروه بوده و قرار است در اپرای حباب اجرا کند، اما در آن زمان مشغول فعالیت خواهد بود و نمی‌تواند حضور یابد. اختاپوسیام پیشنهاد می‌کند که گروه اختاپوس در اپرای حباب جایگزین او شود، ولی معتقد است که اختاپوس هیچ‌کدام را ندارد. با این حال اختاپوس وحشت زده اصرار دارد که او دارای یک گروه برای تحت تأثیر قرار دادن اختاپوسیام دارد و پیشنهاد را می‌پذیرد. او یک گروه بزرگ رژه متشکل از ساکنین بیکینی باتم از جمله باب اسفنجی، پاتریک، خانم پاف، سندی و آقای خرچنگ درست می‌کند.
در طول یک هفته آموزش، گروه به‌طور پیوسته ضعیف عمل می‌کند و نمی‌تواند خوب باشد. در روز اول پاتریک و سندی دعوا می‌کنند و در نتیجه، سندی پاتریک را در ترومبون می‌کند. در روز دوم، در حالی که یک تمرین راهپیمایی انجام می‌شود، دو نفر که پرچم گروه را می چرخاندند به قتل می رسند  زیرا اختاپوس به آنها می‌گوید پرچم را بیش از اندازه سریع بچرخانند، بنابراین آنها پرواز می‌کنند و به یک کشتی هوایی بادکنکی برخورد می‌کنند. در روز سوم، اختاپوس سازدهنی انفرادی زدن پلانکتون را بررسی می‌کند، اما پلانکتون خسته  می شود. زیرا سازدهنی بزرگتر از اوست و برای اجرای سازدهنی مجبور است بدود. در آخرین روز تمرین، اختاپوس می‌گوید اگر همه با صدای بلند اجرا کنند، عملکردش خوب خواهد بود. با این حال، آنها پنجره‌ها را با صدای بلند سازهایشان می شکانند و چهره اختاپوس را درهم می‌برند، و بنابراین اختاپوس برنامه را از پخش با صدای بلند به پخش با صدای بسیار آرام تغییر می‌دهد. درحین اتفاقی اعضای گروه شروع به توهین به یکدیگر می‌کنند و سپس توهین‌ها به یک دعوای بزرگ تبدیل می‌شوند.در روز کنسرت، اختاپوسیام آمده‌است شکست خوردن اختاپوس را ببیند، اختاپوس ادعا می‌کند که گروه خود را در یک تصادف در رژه از دست داده‌است. اما ناگهان گروه اختاپوس ظاهر می شود و آهنگ پیروزی شیرین را اجرا می کنند. و اختاپوس از خوشحالی به هوا می پرد و اختاپوسیام وارد حالت شوک و خفگی می شود.